# Sonny Rollins, Vol. 2
| Recensione | Giudizio |
| ---------- | -------- |
| AllMusic   |          |

Sonny Rollins, Vol. 2 è un album del sassofonista jazz statunitense Sonny Rollins, pubblicato dalla Blue Note Records nell'ottobre del 1957.

## Il disco
L'album è il secondo registrato da Sonny Rollins per la Blue Note come band leader; in precedenza aveva suonato per la medesima etichetta in due dischi di Bud Powell e di Fats Navarro.

## Tracce
LP (1957, Blue Note Records, BLP 1558)
Lato A
1. Why Don't I – 5:42 (musica: Sonny Rollins)
2. Wail March – 6:09 (musica: Sonny Rollins)
3. Misterioso – 9:22 (musica: Thelonious Monk)

Lato B
1. Reflections – 7:01 (musica: Thelonious Monk)
2. You Stepped Out of a Dream – 6:22 (testo: Gus Kahn – musica: Nacio Herb Brown)
3. Poor Butterfly – 6:05 (testo: John Golden – musica: Raymond Hubbell)

- Durata brani ricavati dalla ristampa su vinile pubblicato nel 1985 dalla Blue Note Records (BST 81558)

## Formazione
- Sonny Rollins – sassofono tenore
- Horace Silver – pianoforte (eccetto nel brano: Reflections)
- Thelonious Monk – pianoforte (solo nei brani: Reflections e Misterioso)
- J. J. Johnson – trombone (eccetto nel brano: Reflections)
- Paul Chambers – contrabbasso
- Art Blakey – batteria

### Produzione
- Alfred Lion – produzione
- Registrazioni effettuate al Van Gelder Studio di Hakensack, New Jersey (Stati Uniti) il 14 aprile 1957
- Rudy Van Gelder – ingegnere delle registrazioni
- Harold Feinstein – design copertina album originale
- Francis Wolff – foto copertina album originale
- Robert Levin – note retrocopertina album originale [3]